# 伊丹谷五郎
伊丹谷 五郎（いたみや ごろう、1944年（昭和19年）2月12日 - ）は、日本の経営者。元積水ハウス株式会社大阪綜建事業部部長。元西宮マリナシティ開発株式会社常務取締役。社会福祉法人池田さつき会理事長。学校法人ポプラ学園理事長。社会福祉法人ウエルライフ評議員。一般社団法人全国介護事業者連盟大阪府支部幹事。日本アジア医療福祉協同組合理事。大阪北梅田ロータリークラブの会員。ロータリー財団表彰者。大阪プロバスクラブ会員。関西吹奏楽功労者の碑管理委員会発起人。

## 経歴
大阪府立生野高等学校を卒業。関西学院大学経済学部に入学。大学では体育会ラグビー部に所属した。1969年（昭和44年）に関西学院大学経済学部を卒業。卒業後、積水ハウス株式会社に入社。1991年（平成3年）4月18日、西宮マリナシティ開発株式会社取締役に就任。在勤中は梅田スカイビル・西宮マリナパークシティなどのビッグプロジェクトを歴任した。2000年（平成12年）4月25日、西宮マリナシティ開発株式会社取締役を退任。
退職後、2004年（平成16年）3月3日に社会福祉法人池田さつき会を立ち上げ、創立から16年間で従業員1,000人規模の医療・看護・介護グループを築いた。
2014年（平成26年）9月28日に創立125周年を迎えた関西学院の記念事業推進体制において、記念募金推進委員会の募金委員を務めた。
関西学院同窓会では常任理事や企画委員長を務めている。2015年度は関西学院OB・OGで結成された関西学院同窓会公認の不動産関連事業に携わる者たちのビジネスサークル「KGリアルターズクラブ」の副会長を務めた。2016年度以降は顧問に就任している。
2016年（平成28年）11月17日、例会場：箕面観光ホテル（大阪府箕面市温泉町1-1）で開催された国際ロータリー第2660地区箕面ロータリークラブの第2309回例会において、高齢化社会について卓話を行った。
2017年（平成29年）2月12日、社会福祉法人池田さつき会が運営する特別養護老人ホームポプラのふれあい食事会で、公益社団法人日本ユネスコ協会連盟近畿ブロックの箕面ユネスコ協会に寄附金を贈呈した。同年4月9日のふれあい食事会で、箕面ユネスコ協会から伊丹谷五郎理事長に感謝状が贈られた。
2019年（令和元年）5月4日、株式会社ポプラネクサスがネパールの首都カトマンズに開設したポプラ日本語学園の開校式（オープニングセレモニー）に、IGC Business Holdings Pvt. Ltd.取締役の吉川雄介と出席した。
2021年（令和3年）2月28日、関西吹奏楽功労者の碑管理委員会を発足。建立発起人となった。同年5月5日えびす宮総本社西宮神社赤門左手境内に関西吹奏楽功労者の碑を設置。建立奉告祭並びに除幕式を挙行した。
2023年（令和5年）1月25日、同年8月28日、政治団体北摂行政研究所（代表者：上島一彦）に寄附。2024年（令和6年）3月14日、大阪府選挙管理委員会に収支報告書の届出があった。
2023年（令和5年）7月6日、国会議員関係政治団体梅村聡後援会（会計責任者：梅村聡）に寄附。2024年（令和6年）5月31日、大阪府選挙管理委員会に収支報告書の届出があった。